# Aleksander Szrajber
Aleksander Szrajber (ur. 17 marca 1921 w Krakowie, zm. 28 maja 2003 w Bielsku-Białej) – polski działacz społeczności żydowskiej w Bielsku-Białej.

## Życiorys
W latach 1997–2003 przewodniczący Gminy Wyznaniowej Żydowskiej w Bielsku-Białej oraz wieloletni przewodniczący bielsko-bialskiego oddziału Towarzystwa Społeczno-Kulturalnego Żydów w Polsce, ojciec Doroty Wiewióry (ur. 1957).

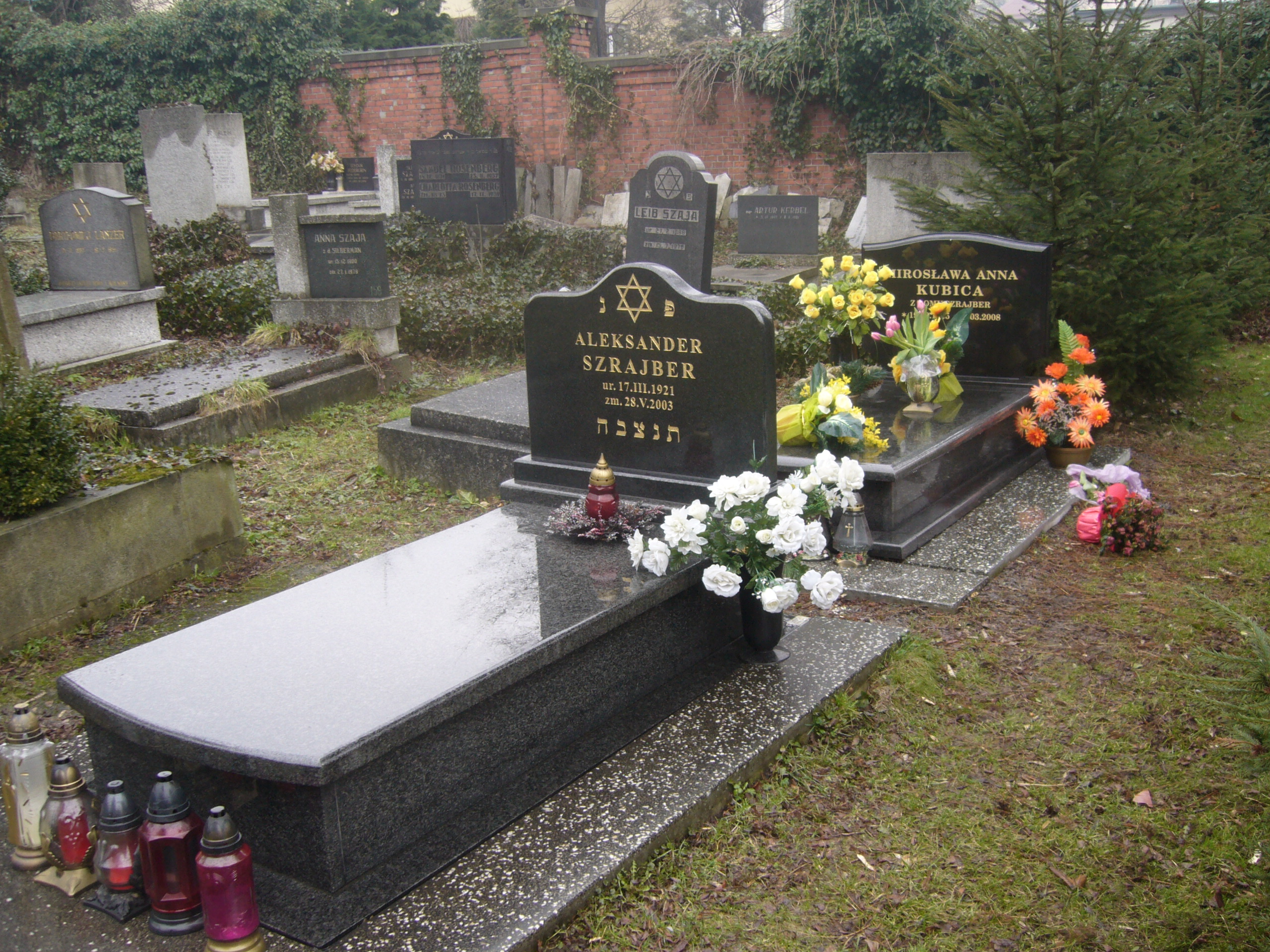
Grób Aleksandra Szrajbera na cmentarzu żydowskim w Bielsku-Białej

14 listopada 2000 został odznaczony Srebrnym Krzyżem Zasługi za zasługi w działalności społecznej na rzecz społeczności żydowskiej. Pochowany jest na cmentarzu żydowskim przy ulicy Cieszyńskiej w Bielsku-Białej.